# Slottet i Villandry

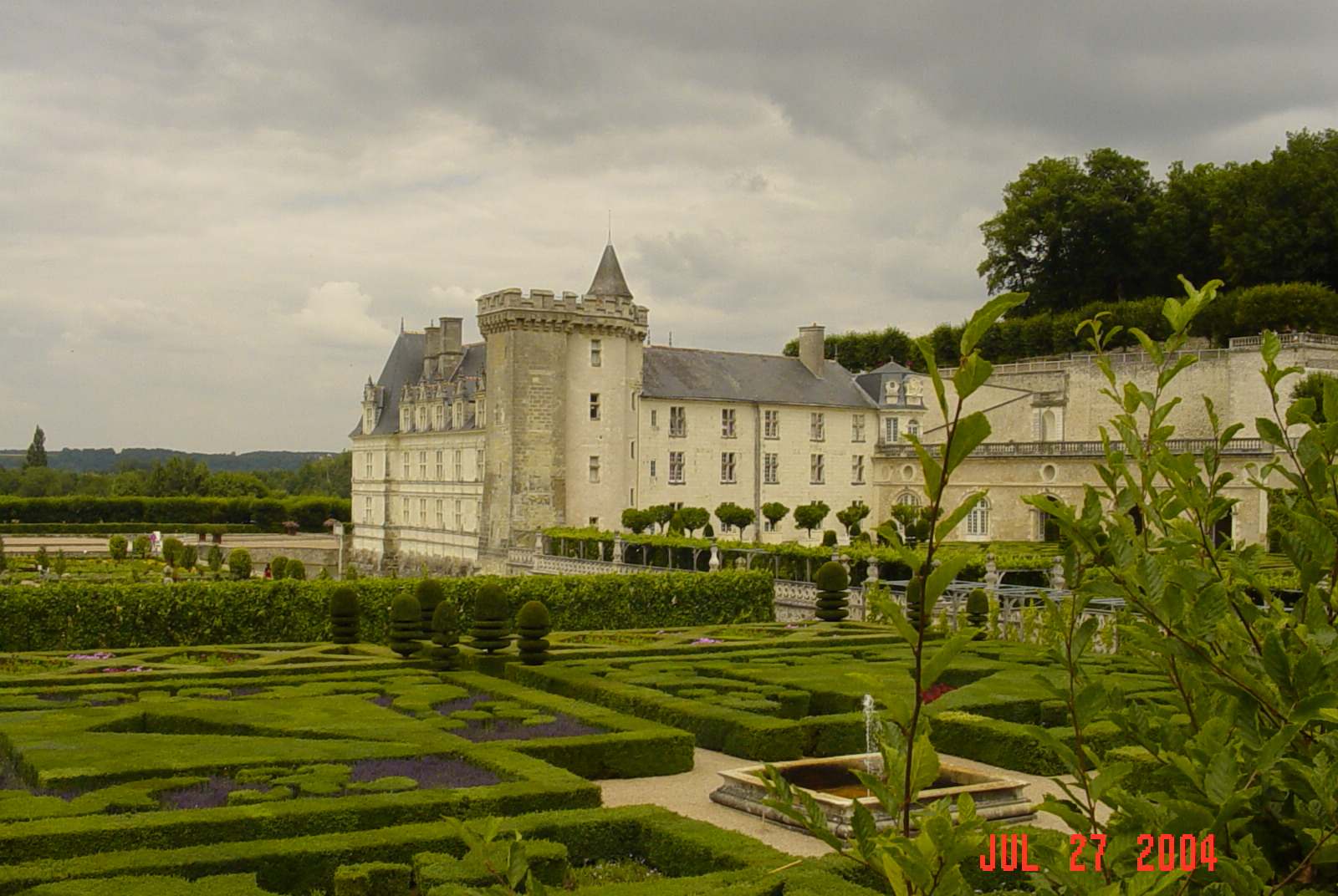
Slottet i Villandry

Slottet i Villandry (franska: Château de Villandry) ligger i det franska departementet Indre-et-Loire.

## Historik
Marken där en antik fästning låg var känd under namnet Colombier fram till 1600-talet. Den förvärvades i början av 1500-talet av Jean Le Breton, en av Frankrikes finansministrar under Frans I, som byggde ett nytt slott runt det ursprungliga slottstornet från 1300-talet, där Filip II August en gång träffade Rikard Lejonhjärta för fredsdiskussioner.[källa behövs]
Slottet tillhörde släkten Breton under mer än två århundraden innan det förvärvades av markisen av Castellane. Under franska revolutionen konfiskerades egendomen och i början av 1800-talet förvärvades den av Napoleon Bonaparte som gav den till sin bror, Joseph Bonaparte.
År 1906 köpte doktor Joachim Carvallo slottet och lade ner mycket tid och pengar för att renovera fastigheten och anlägga de trädgårdar som sedan blivit mycket omtalade. Trädgårdarna, som är i renässansstil, består bland annat av en vattenträdgård, botaniska trädgårdar och fruktträdgårdar. De är skapade i raka mönster med buxbomshäckar. År 1934 utnämndes slottet i Villandry till monument historique och liksom övriga slott i Loiredalen ingår det i Unescos världsarvslista.[källa behövs]

Château de Villandry
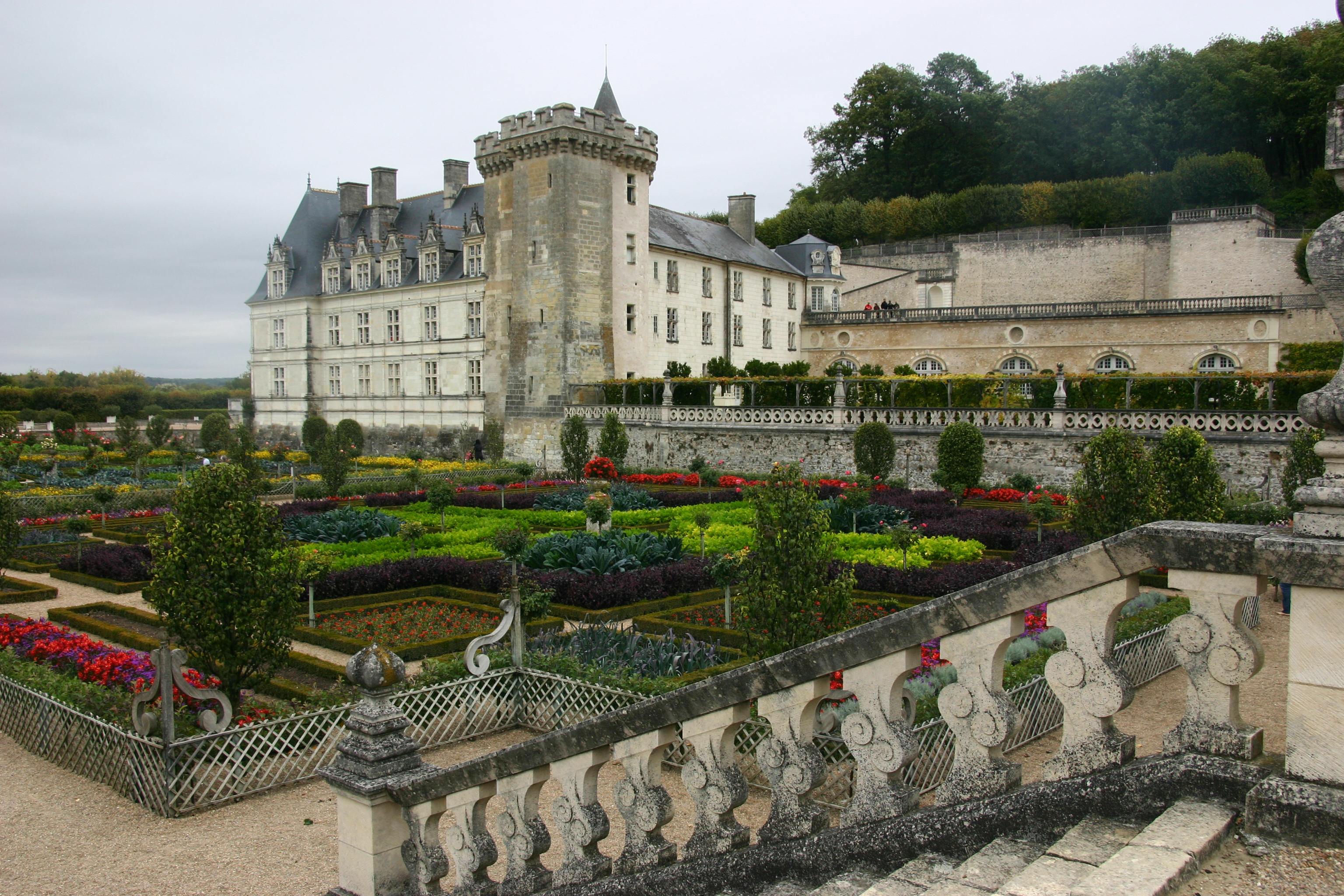
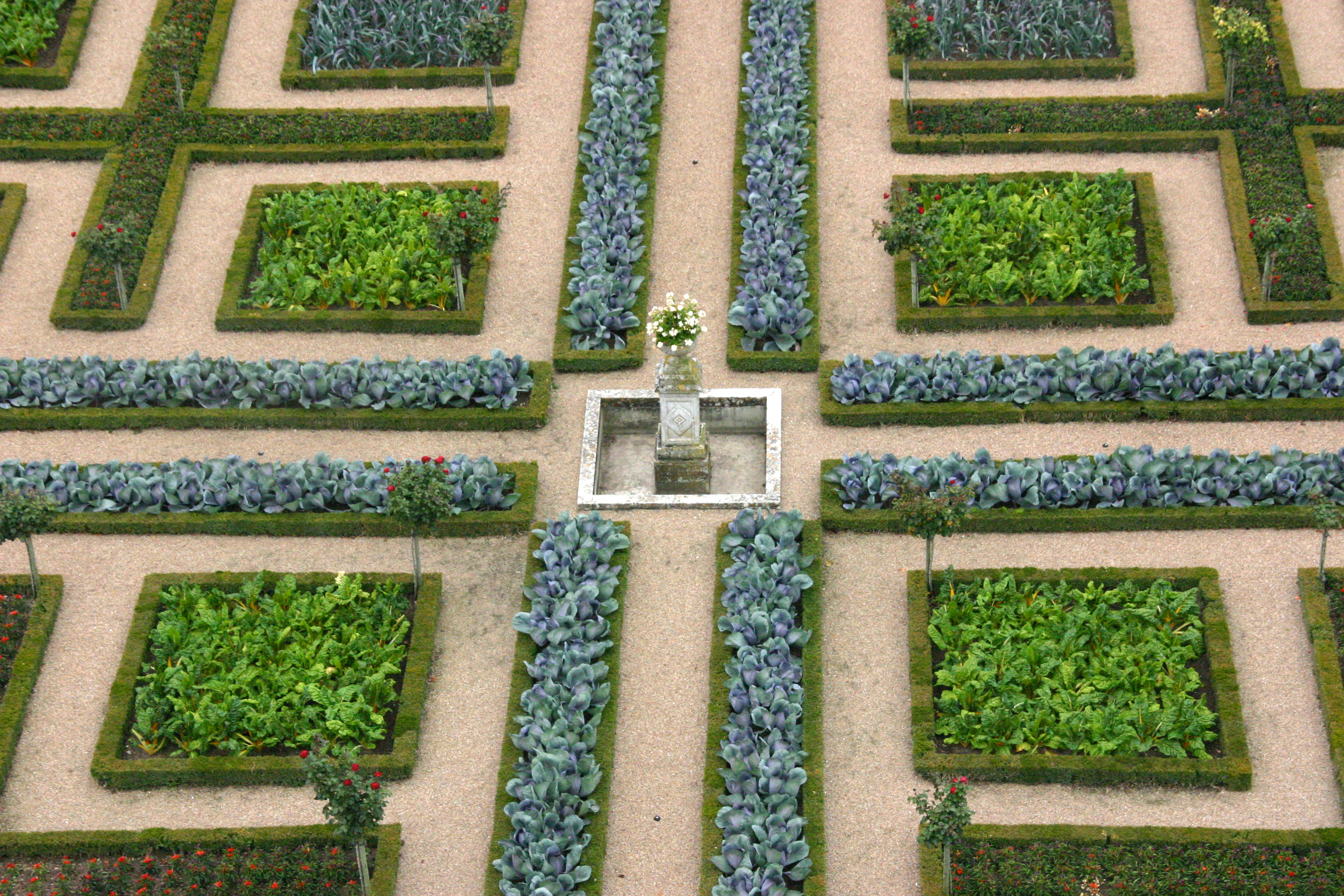
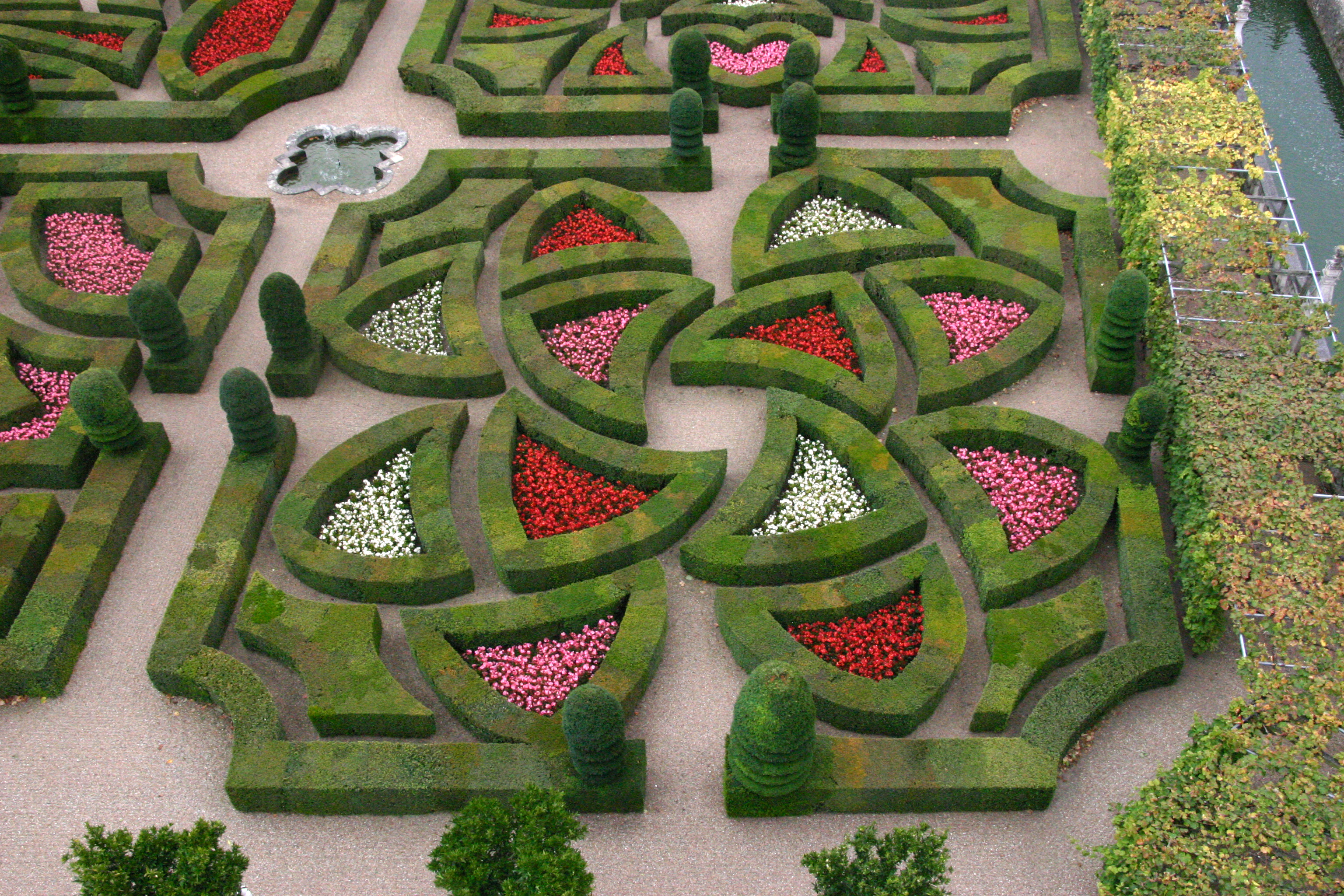
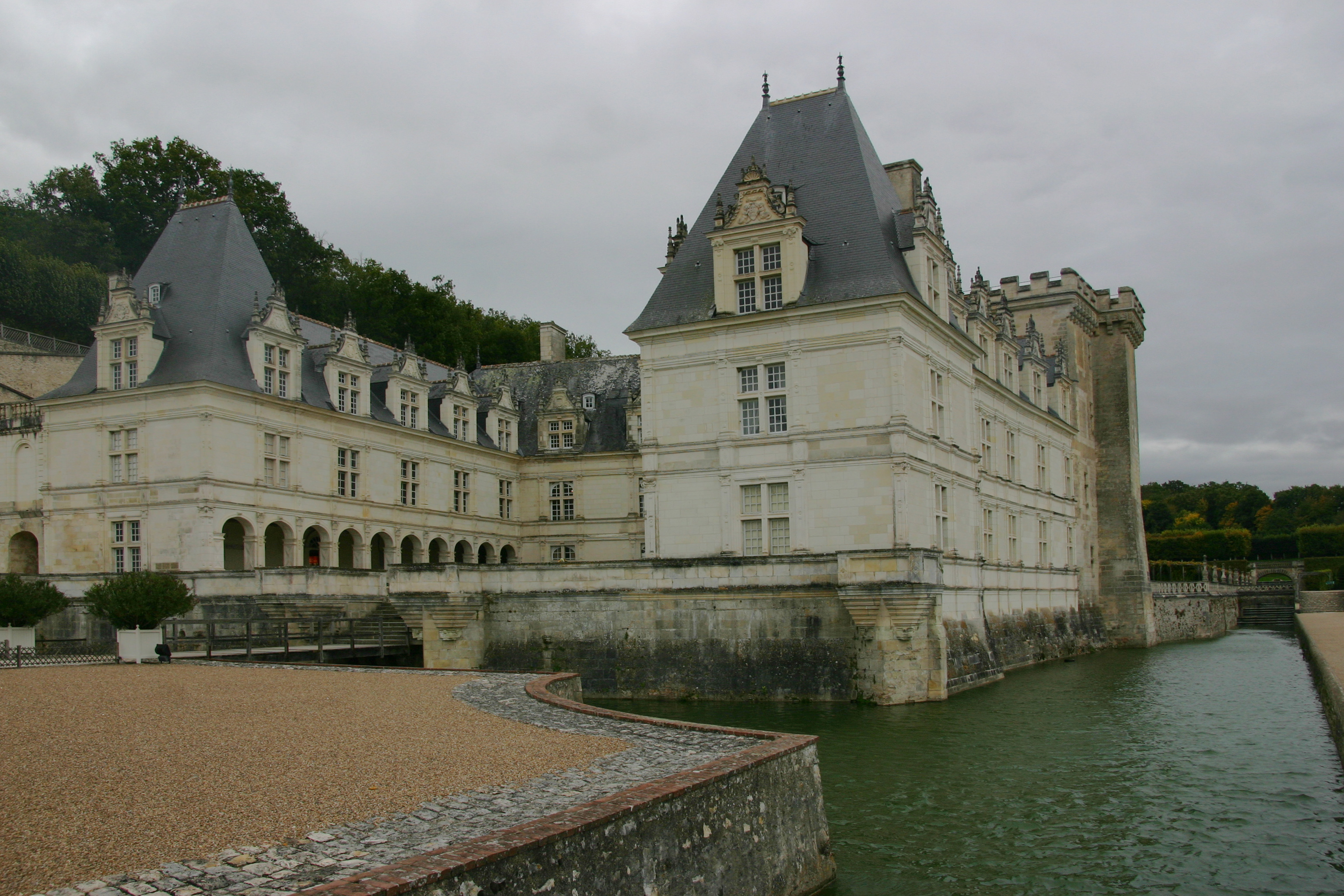
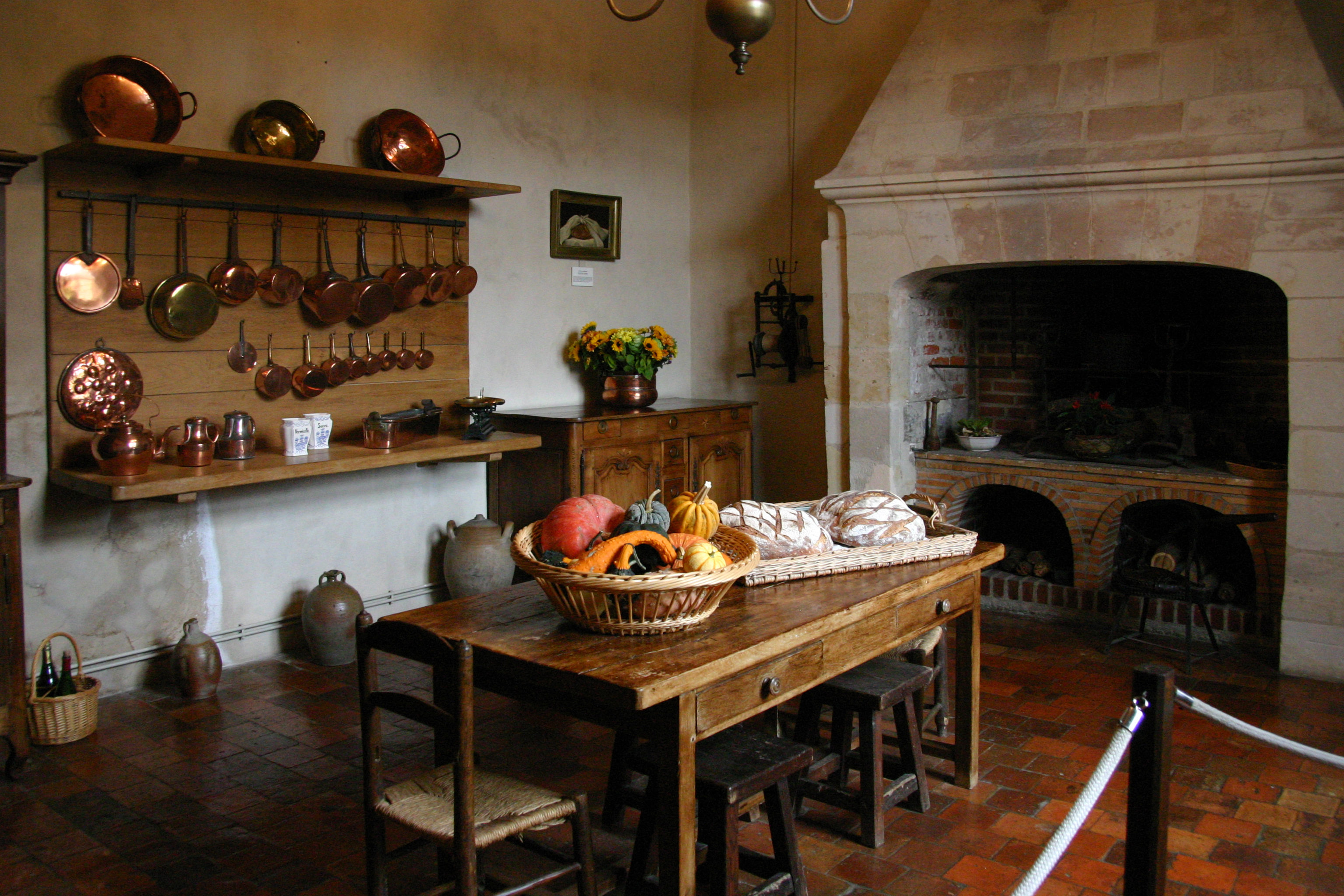
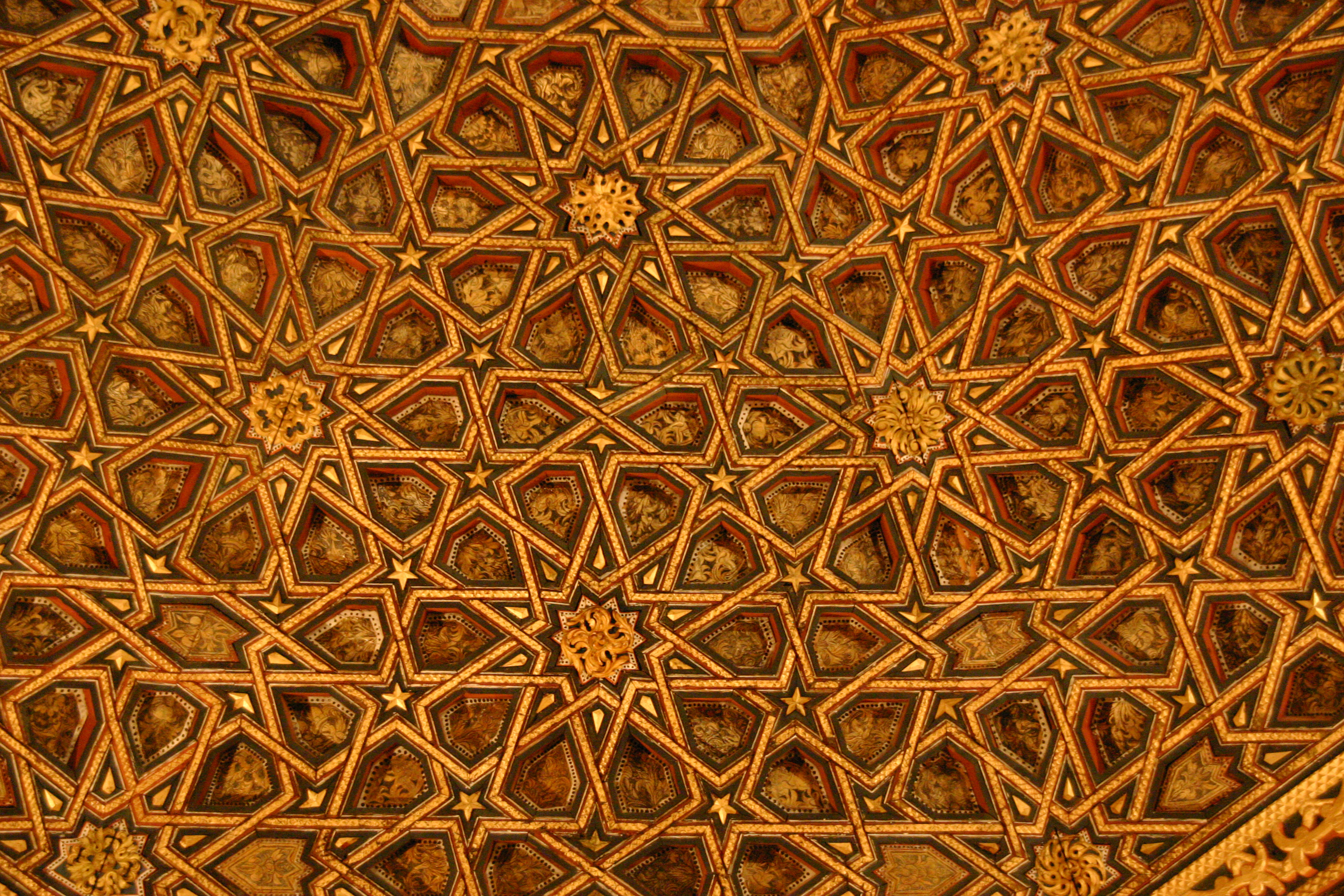